# Östersjön (Jokkmokks socken, Lappland)
Östersjön är en sjö i Jokkmokks kommun i Lappland och ingår i Luleälvens huvudavrinningsområde. Sjön har en area på 0,0845 kvadratkilometer och ligger 275,6 meter över havet. Sjön avvattnas av vattendraget Suoksaurebäcken.

## Delavrinningsområde
Östersjön ingår i det delavrinningsområde (739521-169968) som SMHI kallar för Utloppet av Östersjön. Medelhöjden är 289 meter över havet och ytan är 0,96 kvadratkilometer. Räknas de 4 avrinningsområdena uppströms in blir den ackumulerade arean 21,79 kvadratkilometer. Suoksaurebäcken som avvattnar avrinningsområdet har biflödesordning 2, vilket innebär att vattnet flödar genom totalt 2 vattendrag innan det når havet efter 156 kilometer. Avrinningsområdet består mestadels av skog (80 procent). Avrinningsområdet har 0,08 kvadratkilometer vattenytor vilket ger det en sjöprocent på 8,8 procent.